# عبد الرحمن المصاطفة
عبد الرحمن المصاطفة (26 مايو 1996 - ) هو لاعب كراتيه أردني، ويمثل حالياً المنتخب الأردني الأول ضمن منافسات وزن تحت 67 كغم، بدأ ممارسة الكراتيه في عام 2002، وحصل على الحزام الأسود عام 2005 في نادي الصقر، وتحت اشراف المدربان حازم عياد ونائل عويمر وانضم للمنتخب الوطني للمرة الأولى عام 2011، وحصل على جائزة السوسنة السوداء لأفضل رياضي أردني عام 2014.
حصل عبد الرحمن المصاطفة على الميدالية البرونزية في الألعاب الأولمبية الصيفية 2020 في منافسة وزن 67 كجم، وحصل على ميداليتين في الألعاب الآسيوية، وحصل أيضًا على ميداليتين في بطولة آسيا للكاراتيه.
فاز بالميدالية الفضية في حدث الكوميتيه للرجال وزن 60 كجم في دورة الألعاب الآسيوية 2014 في إنتشون في كوريا الجنوبية. وفاز بإحدى الميداليات البرونزية في الكوميتيه للرجال وزن 67 كجم في دورة الألعاب الآسيوية 2018 التي أقيمت في جاكرتا بإندونيسيا.

## إنجازاته
أحرز المصاطفة العديد من الإنجازات على الصعيد القاري والعالمي أهمها فضية الألعاب الآسيوية عام 2014، وبرونزية الألعاب الآسيوية عام 2018، وذهبية بطولة آسيا للكاراتيه 2018 التي أقيمت في عمان في الأردن، وبرونزية بطولة آسيا عام 2019 التي أقيمت في طشقند في أوزبكستان، وذهبية بطولة Series A عام 2018، وذهبية بطولة آسيا للشباب عام 2012، وبرونزية آسيا للشباب عام 2013، وحصل في عام 2018 على المركز الخامس ببطولة العالم في إسبانيا، وهو من أفضل الإنجازات في تاريخ رياضة الكراتيه الأردنية على صعيد بطولات العالم للكبار.
تأهل من خلال التصفية العالمية المؤهلة للأولمبياد في باريس بفرنسا لتمثيل الأردن في دورة الألعاب الأولمبية الصيفية 2020 التي أقيمت في طوكيو باليابان، حيث حصل على الميدالية الفضية في التصفية. ثم حصل على برونزية الألعاب الأولمبية الصيفية 2020.

## تعليمه
حصل المصاطفة على المركز العاشر في امتحان الثانوية العامة فرع العلمي على مستوى المملكة، والتحق بكلية الطب بالجامعة الأردنية.